# Вембахер, Антон
Антон Вембахер (нем. Anton Wembacher, 15 сентября 1955, Бишофсвизен, Бавария) — немецкий саночник, выступавший за сборную Германии в конце 1970-х — начале 1980-х годов. Участник зимних Олимпийских игр в Лейк-Плэсиде, обладатель бронзовой медали чемпионата мира, многократный призёр национального первенства.

## Биография
Антон Вембахер родился 15 сентября 1955 года в коммуне Бишофсвизен, федеральная земля Бавария. Активно заниматься санным спортом начал в середине 1970-х годов, вскоре прошёл отбор в национальную сборную и вместе с земляком Антоном Винклером стал принимать участие в крупнейших международных стартах, показывая довольно неплохие результаты. Так, уже в 1979 году на домашнем чемпионате мира в Кёнигсзее завоевал бронзовую медаль.
Благодаря череде удачных выступлений Вембахер удостоился права защищать честь страны на зимних Олимпийских играх 1980 года в Лейк-Плэсиде, где соревновался сразу в двух дисциплинах. Планировал побороться здесь за медали, однако занял только восьмое место в одноместных санях и лишь шестое в двухместных. Поскольку конкуренция в сборной на тот момент сильно возросла, вскоре Антон Вембахер принял решение завершить карьеру профессионального спортсмена, уступив место молодым немецким саночникам. Его младший брат Франц тоже добился в санном спорте немалых успехов, в частности, выиграл золото на следующих Олимпийских играх в Сараево.